# Microthrissa
Microthrissa is een geslacht van straalvinnige vissen uit de familie van de haringen (Clupeidae).

## Soorten
- Microthrissa congica Regan, 1917
- Microthrissa minuta Poll, 1974
- Microthrissa moeruensis Poll, 1948
- Microthrissa royauxi Boulenger, 1902
- Microthrissa whiteheadi Gourène & Teugels, 1988